# Viseći most
Viseći most je tip građevinske konstrukcije kod kog kablovi koji vise sa pilona nose njegovu gredu. Prvi moderni primeri ovog tipa mosta su izgrađeni tokom ranih 1800-tih. Jednostavni viseći mostovi, koji nemaju vertikalne držače, imaju dugu istoriju u mnogim planinskim područjima sveta.

## Istorija
Viseći mostovi su jedan od najstarijih tipova mostova. Oni su bili građeni još od neolita, korištenjem biljnih vreža kao nosača gazišta mosta. Puno solidnije konstrukcije počeli su da se izgrađuju Indiji oko 4. veka, tako da su kao nosače koristili upletene bambuse, a kasnije gvozdene lance.
Kako su viseći mostovi omogućuju ekonomično rešenje za problem velikih raspona preko plovnih reka ili na drugim mestima gde je teško izraditi pilone zbog duboke vode, o njima se počelo ponovno razmišljati za vreme industrijske revolucije.
Britanski, francuski, američki i drugi Inženjeri krajem 18. i početkom 19. veka, susreli su se ozbiljnim problemima stabilnosti i čvrstoće protiv sila vetra, teških tereta, jakih oluja, velikih snežnih padavina i krda stoke. Najveće zasluge za rešavanje tih problema ima američki inženjer, nemačkog porekla Don Rebling, koji je problem rešio tako da je sa svake strane svojih mostova dodao rešetkastu konstrukciju. Time je proizveo dovoljno čvrstu strukturu da uspešno premosti reku Nijagaru, nakon toga i Reku Ohajo u Sinsinatiju i konačno Istočnu reku između Bruklinaa i Menhetna u Njujorku u svom remegdelu Bruklinskom mostu.
Tehnika ispredanja kablova koju je izumeo francuski inženjer Luj Vika (savremenik Reblinga, znatno je unapredila gradnju visećih mostova.
Drugi veliki doprinos u razvoju modernih visećih mostova bio je keson, koji je omogućio da se piloni grade na velikim dubinama. To su u početku koristili francuski, britanski i američki inženjeri, među njima i Washington Roebling, koji je završio očev Bruklinski most.
Jedno vreme oko 1930-ih američki inženjeri su eksperimentirali sa vrlo uskim čvrstim kablovima kao nosačima grede mosta, umesto rešetkaste konstrukcije, ali nakon što se srušio most Takomskog moreuza 1940. zbog aerodinamičkih sila (jako se njihao i na malom vetru) od tog su odustali i vratili se potvrđenim metodama. Kasnije su aerodinamički stabilni nosači zamenili rešetkaste konstrukcije.
Krajem 1980-ih svega tri viseća mosta - Golden gejt u San Francisku, Verazano-Narous u Njujorku i Hamberski most pored engleskog Hala imala su raspon veći od 1200 metara.
Smatra se da bi moderni legirani čelici mogli nositi i mnogo veće raspone, pa čak i da bi viseći mostovi mogli biti dovoljno čvrsti da nose teretne vozove, ipak oni su gotovo svi projektirani za automobilski promet.
Mostove od pripremljenih kablova počeli su da grade nemački inženjeri u Kelnu, Dizerdorlfu i drugim gradovima tokom 1950-ih i 60-ih, i to tako da je samo jedan centralni pilon nosio niza kablova koji nose gredu mosta.

## Spisak najdužih visećih mostova
1. Čanakale 1915, Turska - 2023 m[8]
2. Akaši Kajkio, Japan - 1991 m[8]
3. Sihoumenski most, Kina, 1650 m[8]
4. Most velikog pojasa, Danska - 1624 m[8]
5. Osmangazijev most, Turska - 1550 m[8]
6. Most Ji Sun-sin, Južna Koreja 	1545 m[8]
7. Žunjanski most, Kina - 1490 m[8]
8. Četvrti Nankiški most, Kina - 1418 m[8]
9. Hamberski most, Ujedinjeno Kraljevstvo - 1410 m[8]
10. Most Javuz Sultan Selim, Turska - 1408 m[8]
11. Đenginski most, Kina - 1385 m [8]

## Spoljašnje veze
- Wilford, John Noble (08. 05. 2007). „How the Inca Leapt Canyons”. The New York Times.